# Phụng Hoàng Lâu
Phụng Hoàng Lâu (tên tiếng Anh: Maiden's Vow; tên tiếng Trung: 鳳凰四重奏) là bộ phim tình cảm, hài hước Hồng Kông do đài TVB sản xuất, ra mắt năm 2006.

## Cốt truyện
Bối cảnh bộ phim diễn ra ở bốn thời đại (thời Mãn Thanh, những năm 20, những năm 70, thời hiện đại) với bốn số phận của bốn thế hệ chủ của Phụng hoàng lâu.

### Thời đại Mãn Thanh– Hôn nhân áp đặt (Tập 1 → 7)
Ngụy Du Phụng (do Xa Thi Mạn thủ vai) là người đầu tiên sáng lập ra quán ăn Phụng hoàng lâu. Bà cũng là người bất hạnh nhất trong tình yêu so với các thế hệ con cháu của mình. Thời ấy còn rất phong kiến, nên Du Phụng phải chấp nhận cuộc hôn nhân do bà mẹ sắp đặt. Bước vào làm dâu Uông gia, Du Phụng chưa được hưởng một ngày hạnh phúc, vì lấy phải Uông Dục Lân (do Trần Kiện Phong thủ vai)– một công tử chỉ biết ăn chơi, cờ bạc đến nỗi tán gia bại sản, cả Phủ Uông gia đều phải sống trong cảnh đói khát. Nhờ có người yêu năm xưa là Dư Tứ (do Mã Đức Chung thủ vai) giúp đỡ mà Du Phụng mới có thể gầy dựng nên Phụng hoàng lâu.

### Thời kỳ Ngũ tứ Dân quốc- Tình yêu tự do (Tập 7 → 14)
Uông Tử Quân (do Xa Thi Mạn thủ vai) là cô nữ sinh trung học nghịch ngợm, hoạt bát. Cô thầm yêu thầy giáo của mình là Lý Cát Tường (do Mã Đức Chung thủ vai), nhưng thầy đã có hôn ước với Đỗ Thục Nhàn (do Trần Kỳ thủ vai), nên tình yêu của họ bị hai bên gia đình phản đối dữ dội. Tử Quân rủ thầy cùng trốn đến Thiên Tân bắt đầu cuộc sống mới. Giữa thời chiến tranh loạn lạc, cuộc sống vướng phải không ít khó khăn khiến cho tình yêu đôi trẻ gặp nhiều sóng gió. Từ đó, Cát Tường lên đường tham gia cách mạng, còn Tử Quân trở về nhà tiếp tục quản lý Phụng hoàng lâu. Do chiến tranh, kinh doanh ngày một thua lỗ, cộng thêm sức ép của những tên cường quyền có ý đồ chiếm đoạt Phụng hoàng lâu, nên Tử Quân khó lòng gìn giữ được Phụng hoàng lâu.

### Thập niên 60– Nam nữ bình đẳng  (Tập 14 → 22)
Bạch Tuệ Trân (do Xa Thi Mạn thủ vai) là một người vợ vô cùng đảm đang, hiền thục. Biết Đới Lập Nhân (do Mã Đức Chung thủ vai) rất gia trưởng và không thích cho mình đi làm, nên Tuệ Trân chỉ ở nhà lo cho chồng chu đáo từ miếng ăn giấc ngủ. Nhưng vì muốn kiếm tiền trả nợ cho mẹ nuôi mà Tuệ Trân đã lén Lập Nhân đi làm. Để chồng không nghi ngờ, cô đã bày ra không ít trò ngớ ngẩn. Không bao lâu sau, Tuệ Trân đã giúp công ty kiếm về rất nhiều hợp đồng có giá trị, và từ đó, cô dần trở thành đối thủ cạnh tranh với công ty của Lập Nhân. Trong một dịp tình cờ, Tuệ Trân phát hiện ra quán ăn Phượng hoàng ở gần nhà cô chính là do chủ nhân năm xưa của Phụng hoàng lâu – Uông Tử Quân – đã bán lại cho họ, vì thế, cô ra sức giúp họ quảng bá cho Phụng hoàng lâu.

### Thế kỷ 21– Quan hệ sống thử (Tập 22 → 30)
Đới Tư Gia (do Xa Thi Mạn thủ vai) với nhịp điệu phát triển của thời đại, địa vị nữ giới đã được khẳng định, phụ nữ luôn được tôn trọng dù là trong gia đình hay ngoài xã hội. Tuy nhiên, họ vẫn có cảm giác không an toàn trong hôn nhân, vì thế, Tư Gia chọn giải pháp sống thử trước hôn nhân. Đới Tư Gia và Phương Gia An (do Mã Đức Chung thủ vai) đã tình cờ gặp và yêu nhau, cả hai quyết định sống chung dưới một mái nhà, nhưng vì tính tình không hợp nên cả hai đã chia tay nhau trong hòa bình. Sau đó, Tư Gia tìm lại quyển sách bí quyết nấu ăn của bà Ngụy Du Phụng với ý định mở lại Phụng hoàng lâu.

## Diễn viên

### Diễn viên chính
| Diễn viên               | Vai diễn             | Miêu tả |
| ----------------------- | -------------------- | --- |
| Xa Thi Mạn 佘詩曼       | Ngụy Du Phụng 魏瑜鳳 | Ngụy Tiểu thư – Uông Thiếu phu nhân Bà chủ của Phụng Hoàng Lâu Bạn của Dư Tứ Vợ của Uông Dục Lân Mẹ của Uông Tử Quân Con của Ngụy Binh Phan và Tống Tú Nguyệt Chết do nổ xe lửa tập 7                            |
| Mã Đức Chung 馬德鐘     | Dư Tứ 余賜           | Đầu bếp Bạn của Ngụy Du Phụng Đệ tử của Tào Công công Con của Dư Phát Chết do nổ xe lửa tập 7 |
| Trần Kiện Phong 陳恩耀  | Uông Dục Lân 汪毓麟  | Uông Thiếu gia - Thập nhị Thiếu gia Chồng của Ngụy Du Phụng Ba của Uông Tử Quân Con của Uông Thiện Kỳ và Đồng Đới Hỷ Em trai của Uông Gia Chương Tình nhân của Hoa Thiên Hồng Kẻ thù của Nhĩ Khắc Mất tích tập 7 |
| Hồ Phong 胡楓           | Uông Thiện Kỳ 汪善琦 | Uông Thái sử - Uông Lão gia Thái sử công Cha của Uông Dục Lân và Uông Gia Chương Chết do bệnh tập 3 |
| Thương Thiên Nga 商天娥 | Đồng Đới Hỷ 董帶喜   | Uông Tam phu nhân – Tam nương Mẹ của Uông Dục Lân Vợ ba của Uông Thiện Kỳ |

#### Diễn viên phụ
| Diễn viên                | Vai diễn                | Miêu tả |
| ------------------------ | ----------------------- | --- |
| Mạch Trường Thanh 麥長青 | Liên Xung Hiên 連仲軒   | Cựu Lão gia Em trai của Liên Nhã Bích Tình nhân của Hoa Thiên Hồng Chết cháy tập 3                                   |
| Bạch Nhân 白茵           | Liên Nhã Bích 連雅碧    | Uông Đại phu nhân – Đại nương Vợ cả của Uông Thiện Kỳ Chị gái của Liên Xung Hiên                                     |
| Trần An Oánh 陳安瑩      | Chúc Ngân Chi 祝銀枝    | Uông Nhị phu nhân – Nhị nương Vợ hai của Uông Thiện Kỳ Mẹ của Uông Gia Chương                                        |
| Khang Hoa 康华           | Uông Gia Chương 汪家璋  | Uông Tiểu thư Con của Uông Thiện Kỳ và Chúc Ngân Chi Chị của Uông Dục Lân Vợ của Hoắc Bội Lương                      |
| Lý Cương Long 李岡龍     | Hoắc Bội Lương 霍培良   | Kế toán của Phụng Hoàng Lâu Chồng của Uông Gia Chương                                                                |
| Uông Lâm 汪琳            | Dung Đức Thiện 容德善   | Người làm của Uông gia Vợ cũ của Liên Bảo Thiếu Người thân kết nghĩa của Uông gia Chị em kết nghĩa của Ngụy Du Phụng |
| Trần Gia Nghi 陳嘉儀     | Tống Tú Nguyệt 宋秀玥   | Ngụy Phu nhân Mẹ của Ngụy Du Phụng Vợ của Ngụy Binh Phan                                                             |
| Lưu Đan 劉丹             | Ngụy Binh Phan 魏秉藩   | Ngụy Lão gia Ba của Ngụy Du Phụng Chồng của Tống Tú Nguyệt                                                           |
| Tần Hoàng 秦煌           | Tào Công công 曹公公    | Tào Sư phụ Đầu bếp đệ nhất thiên hạ Thái giám ngự thị Sư phụ của Dư Tứ                                               |
| Trần Tế Bình 陳霽平      | Hoa Thiên Hồng 花千紅   | Gái lầu xanh Tình nhân của Liên Xung Hiên Tình nhân của Uông Dục Lân Chết do ngộ độc thuốc phiện tập 7               |
| Dương Anh Vỹ 楊英偉      | Nhĩ Khắc 爾 克          | Thiếu gia Bạn của Uông Dục Lân Kẻ thù của Uông Dục Lân                                                               |
| Hoa Trung Nam 華忠男     | Dư Phát 余 發           | Đầu bếp Ba của Dư Tứ                                                                                                 |
| Trần Địch Khắc 陳狄克    | Uông Quản gia 汪管家    | Quản gia của Uông gia                                                                                                |
| Lương Thuần Yến 梁舜燕   | Từ Hy Thái hậu 慈禧太后 | Từ Hi Thái hậu Vợ của Hàm Phong Đế Mẹ của Đồng Trị Đế Bà của Quang Tự Đế                                             |

### Thế hệ thứ hai

#### Diễn viên chính
| Diễn viên               | Vai diễn              | Miêu tả |
| ----------------------- | --------------------- | --- |
| Xa Thi Mạn 佘詩曼       | Uông Tử Quân 汪子君   | Học trò của Lý Cát Tường → Bồi bàn tại quán Cà phê Ánh sáng → Bà chủ của Phụng Hoàng Lâu → Nhà văn Vợ của Lý Cát Tường Con của Ngụy Du Phụng và Uông Dục Lân Cháu nội của Đồng Đới Hỷ Bạn thân của Trương Lợi và Đỗ Lệ Cẩn                                                                                            |
| Mã Đức Chung 馬德鐘     | Lý Cát Tường 李吉祥   | Thầy Lý Du học sinh Nhật Bản ngành Y → Giáo viên bộ môn Lịch sử → Thợ mỏ → Quân Đảng Cách mạng (giả mạo làm Phiên dịch viên) Chồng của Uông Tử Quân Giáo viên chủ nhiệm của Uông Tử Quân, Trương Lợi và Đỗ Lệ Cẩn Con của Thân Thuận Chồng chưa cưới của Đỗ Thục Nhàn Phiên dịch viên của bà Mộc Thôn Mất tích tập 14 |
| Thương Thiên Nga 商天娥 | Đồng Đới Hỷ 董帶喜    | Uông Lão thái thái Bà chủ của Phụng Hoàng Lâu Bà nội của Uông Tử Quân |
| Uông Lâm 汪琳           | Dung Đức Thiện 容德善 | Dì Thiện Người thân kết nghĩa của Uông gia Người làm của Uông gia Dì kết nghĩa của Uông Tử Quân |
| Diêu Tử Linh 姚子羚     | Trương Lợi 張莉       | Học trò của Lý Cát Tường → Vũ nữ tại quán Cà phê Ánh sáng Bạn thân của Uông Tử Quân và Đỗ Lệ Cẩn |
| Lý Thiên Tường 李天翔   | Phạm Lễ Trạch 范禮澤  | Bác sĩ sản khoa giả mạo → Thiếu soái Anh họ của Uông Gia Chương và Hoắc Bội Lương Chết do bị bắn tập 14 |

#### Diễn viên phụ
| Diễn viên            | Vai diễn               | Miêu tả                                                                                               |
| -------------------- | ---------------------- | --- |
| Khang Hoa 康華       | Uông Gia Chương 汪家璋 | Cô hai Cô hai của Uông Tử Quân Vợ của Hoắc Bội Lương                                                  |
| Lý Cương Long 李岡龍 | Hoắc Bội Lương 霍培良  | Dượng hai Dượng hai của Uông Tử Quân Chồng của Uông Gia Chương                                        |
| Trần Văn 陳彥靜      | Đỗ Lệ Cẩn 杜麗瑾       | Bạn thân của Uông Tử Quân và Trương Lợi Học trò của Lý Cát Tường Con của bà Đỗ                        |
| Lê Bỉ Đắc 黎彼得     | Trình Lễ Khiêm 程禮謙  | Thầy hiệu trưởng                                                                                      |
| Lạc Đạt Hoa 駱達華   | Từ Lực Hán 徐力漢      | Anh Từ Kéo xe → Quân Đảng Cách mạng → Thợ mỏ Bạn của Lý Cát Tường và Cố Tiểu Mi Chết do bị bắn tập 13 |
| Lợi Gia Nhi 利嘉兒   | Cố Tiểu Mi 顧小媚      | Gái lầu xanh → Bà chủ quán Cà phê Ánh sáng → Quân Đảng Cách mạng Bạn của Từ Lực Hán Con của bà Cố     |
| Phùng Tố Ba 馮素波   | Thân Thuận 莘 順       | Lý Phu nhân Mẹ của Lý Cát Tường Chết do bệnh tập 13                                                   |
| Trần Kỳ 陳琪         | Đỗ Thục Nhàn 杜淑嫻    | Vợ được sắp đặt cưới của Lý Cát Tường Con nuôi của Thân Thuận                                         |
| Tô Ân Từ 蘇恩磁      | Bà Đỗ 杜麗瑾之母       | Mẹ của Đỗ Lệ Cẩn                                                                                      |
| Lê Tuyên 黎宣        | Bà Cố 顧大媽           | Bác Cố Mẹ của Cố Tiểu Mi                                                                              |
| Đàm Tiểu Hoàn 譚小環 | Bà Mộc Thôn 木村太太   | Doanh nhân người Nhật Bản Sếp của Lý Cát Tường                                                        |

### Thế hệ thứ ba

#### Diễn viên chính
| Diễn viên             | Vai diễn                   | Miêu tả |
| --------------------- | -------------------------- | --- |
| Xa Thi Mạn 佘詩曼     | Bạch Tuệ Trân Jenny 白慧珍 | Chị Đới Cháu ngoại của Uông Tử Quân và Lý Cát Tường Vợ của Đới Lập Nhân Con nuôi của Đàm Khanh Nội trợ → Nhân viên Công ty Di Nhĩ Hảo → Chủ nhiệm Ban sáng tạo Công ty Di Nhĩ Hảo → Giám đốc Công ty Di Nhĩ Hảo →Nội trợ → Bà chủ của Phụng Hoàng Lâu Đồng sở hữu Phụng Hoàng Lâu Bạn của Ôn Uyển Du, Đằng Kế Bình, Tiền Trí Thường Chị họ của Lỗ Hạnh Phấn |
| Mã Đức Chung 馬德鐘   | Đới Lập Nhân 戴立仁        | Anh Đới Chồng của Bạch Tuệ Trân Chủ nhiệm Ban tiêu thụ sản phẩm Công ty Mậu dịch Hảo Cực → Nhân viên Ban sáng tạo Công ty Di Nhĩ Hảo → Nội trợ → Nhân viên Công ty Hảo Cực Trợ lý của Bạch Tuệ Trân Đồng nghiệp của Lưu Quảng và Mộ Dung Chiêu Bạn học cũ của Mã Hổ                                                                                         |
| Trần Sơn Thông 陳山蔥 | Tất Hạ Cầu Henry 畢夏裘    | Giám đốc Tất Giám đốc Công ty Quảng cáo Di Nhĩ Hảo Cấp trên của Bạch Tuệ Trân |

#### Diễn viên phụ
| Diễn viên                | Vai diễn                         | Miêu tả |
| ------------------------ | -------------------------------- | --- |
| Lưu Hiểu Đồng 劉曉彤     | Lữ Anh Hồng 呂瑛紅               | Đổng sự trưởng – Nữ ma đầu Vợ của Mộ Dung Chiêu Chủ tịch Công ty Mậu dịch Hảo Cực Bạn của Bạch Tuệ Trân, Tiền Trí Thường, Đằng Kế Bình, Ôn Ụyển Du   |
| Huỳnh Trí Hiền 黃智賢    | Gia Nhĩ Kiên 賈而堅              | Bạn của Đới Lập Nhân Em họ của Lưu Quảng Chồng của Đằng Kế Bình                                                                                      |
| Tưởng Chí Quang 蔣志光   | Mộ Dung Chiêu 慕容超             | Sếp của Đới Lập Nhân và Lưu Quảng Giám đốc Công ty Mậu dịch Hảo Cực Chồng của Lữ Anh Hồng                                                            |
| Thiệu Truyền Dũng 邵傳勇 | Lưu Quảng 劉 廣                  | Nhân viên Công ty Mậu dịch Hảo Cực Đồng nghiệp của Đới Lập Nhân và Mộ Dung Chiêu Dân chơi cổ phiếu Chồng của Tiền Trí Thường Anh họ của Gia Nhĩ Kiên |
| Lỗ Chấn Thuận 魯振順     | Cao Đại Văn 高大文               | Ông chủ Tiệm ăn Phượng Hoàng Đồng sở hữu Phụng Hoàng Lâu Chồng của Đàm Khanh                                                                         |
| Lương Lệ Doanh 梁麗瑩    | Tiền Trí Thường 錢智嫦           | Chị Thường Vợ của Lưu Quảng Chị họ của Đằng Kế Bình Bạn của Bạch Tuệ Trân, Ôn Uyển Du, Lữ Anh Hồng Diễn viên, người mẫu quảng cáo                    |
| Lý Gia Thắng 李家聲      | Mã Hổ 馬 虎                      | Cảnh sát Bạn học cũ của Đới Lập Nhân Vợ của Ôn Uyển Du                                                                                               |
| Viên Khiết Nhi 袁潔儀    | Đằng Kế Bình 滕繼萍              | Chị Bình Em họ của Tiền Trí Thường và Lưu Quảng Bạn của Bạch Tuệ Trân, Ôn Uyển Du, Lữ Anh Hồng Diễn viên, người mẫu quảng cáo Vợ của Gia Nhĩ Kiên    |
| La Quán Lan 羅冠蘭       | Đàm Khanh 譚 卿                  | Má Khanh – Khanh Khanh Má nuôi của Bạch Tuệ Trân Cô của Lỗ Hạnh Phấn Vợ của Cao Đại Văn                                                              |
| Mã Đề Lộ 馬蹄露          | Ôn Uyển Du 溫婉柔                | Chủ phòng Mạt chược Ôn Lão Chồng của Mã Hổ Bạn của Bạch Tuệ Trân, Lữ Anh Hồng, Đằng Kế Bình, Tiền Trí Thường                                         |
| Dư Mộ Liên 余慕蓮        | Dư Mộ Liên 余慕蓮                | Nhân viên Công ty Mậu dịch Hảo Cực |
| Thẩm Dĩnh Đình 沈穎婷    | Lỗ Hạnh Phấn 魯杏芬              | Cháu gái của Đàm Khanh Em họ của Bạch Tuệ Trân |
| Trần Địch Khắc 陳狄克    | Quản lý 大廈管理員               | Quản lý Địa ốc Thái Hạ |
| Lý Thành Xương 李成昌    | Ông chủ Phùng 馮老闆             | Đối tác của Tất Hạ Cầu |
| Dư Tử Minh 余子明        | Ông Triều 潮州仔                 | Người của thế giới ngầm Người quen của Ôn Uyển Du |
| Dương Anh Vỹ 楊英偉      | Trưởng phòng Cảnh sát 馬虎之上司 | Cấp trên của Mã Hổ Cảnh sát Hồng Kông |

### Thế hệ thứ tư

#### Diễn viên chính
| Diễn viên              | Vai diễn                  | Miêu tả |
| ---------------------- | ------------------------- | --- |
| Xa Thi Mạn 佘詩曼      | Đới Tư Gia 戴思嘉         | Nhân viên Tiếp thị Bia → Bà chủ của Phụng Hoàng Lâu Con của Bạch Tuệ Trân và Đới Lập Nhân Bạn gái của Phương Gia An Cháu của Đới Khả Nhi Mẹ của Đới Bảo Em họ của Chu Sở Kiệt và Chu Sở Quyên Bạn gái cũ của Dicky, Thượng Nhất Cát và Hà Bảo Thái |
| Mã Đức Chung 馬德鐘    | Phương Gia An K.O. 方家安 | Anh An Nhân viên Văn phòng Bạn trai của Đới Tư Gia Con của Khưu Hồng Tuyết Ba của Đới Bảo Kẻ thù của Vincent Bạn trai cũ của Lâm Hướng Hân |
| Diêu Lạc Di 姚樂怡     | Tiêu Ngọc Trinh 蕭玉貞    | Trinh Trinh Bạn thân của Đới Tư Gia Bạn gái của Đặng Bàng |
| Vương Hợp Hỷ 王合喜    | Đặng Bàng 鄧 鵬           | Chủ Vũ trường Fire Bar Bạn trai của Tiêu Ngọc Trinh |
| Trần Kiện Phong 陳鍵鋒 | Thượng Nhất Cát 尚一吉    | Anh Cát Đầu bếp Người đồng tính Bạn trai cũ của Đới Tư Gia |

#### Diễn viên phụ
| Diễn viên              | Vai diễn                              | Miêu tả |
| ---------------------- | ------------------------------------- | --- |
| Trình Khả Vi 程可為    | Khưu Hồng Tuyết Jane 邱鴻雪           | Mẹ của Phương Gia An |
| Lư Uyển Nhân 盧宛茵    | Đới Khả Nhi 戴可兒                    | Bà Châu (lúc chưa ly dị Chu Đỉnh Xương) – Bà Đới – Bà Nhi Cô của Đới Tư Gia Em gái của Đới Lập Nhân Vợ cũ của Chu Đỉnh Xương Mẹ của Chu Sở Kiệt và Chu Sở Quyên Thành viên Trung tâm Xã hội |
| Quách Đức Tín 郭德信   | Chu Đỉnh Xương 鄒鼎昌                 | Chú của Đới Tư Gia Chồng cũ của Đới Khả Nhi Ba của Chu Sở Kiệt và Chu Sở Quyên |
| La Quân Tả 羅君左      | Chu Sở Kiệt 鄒楚杰                    | Anh họ của Đới Tư Gia Anh trai của Chu Sở Quyên Con của Đới Khả Nhi và Chu Đỉnh Xương |
| Chu Uyển Nhi 朱婉儀    | Chu Sở Quyên 鄒楚娟                   | Chị họ của Đới Tư Gia Em gái của Chu Sở Kiệt Con của Đới Khả Nhi và Chu Đỉnh Xương |
| Ngũ Tuệ San 伍慧珊     | Lâm Hướng Hân 林向欣                  | Bạn gái cũ của Phương Gia An và Man Thư ký của Ray Pang |
| Trịnh Tử Thành 鄭子誠  | Hà Bảo Thái 何保泰                    | Đại sư khích lệ Diễn thuyết gia Bạn trai cũ của Đới Tư Gia |
| Trương Đạt Minh 張達倫 | Man                                   | Thợ chụp ảnh Bạn trai cũ của Lâm Hướng Hân |
| Lạc Ứng Quân 駱應鈞    | Ray Pang                              | Sếp Ray Sếp của Lâm Hướng Hân Sếp cũ của Phương Gia An, Dicky Lee và Vincent |
| Dương Anh Vỹ 楊英偉    | Vincent                               | Đồng nghiệp cũ của Phương Gia An Kẻ thù của Phương Gia An Đồng bọn của Dicky Lee |
| Lý Thiên Tường 李天翔  | Dicky Lee                             | Đồng nghiệp cũ của Phương Gia An Bạn trai cũ của Đới Tư Gia Đồng bọn của Vincent |
| Dư Tử Minh 余子明      | Ông Trần 陳先生                       | Nhà đầu tư của Phụng Hoàng Lâu |
| Lý Lệ Lệ 李麗麗        | Bà Lý 李 姐                           | Thành viên Trung tâm Xã hội |
| Tô Ân Từ 蘇恩磁        | Sư nãi 師 奶                          | Thành viên Trung tâm Xã hội |
| Lý Hải Sanh 李海生     | Ông Hà 何 伯                          | Thành viên Trung tâm Xã hội |
| Trần Văn 陳彥靜        | Người yêu của Dicky Lee Dicky之新女友 | Bạn gái cũ của Dicky |

## Nhạc phim
| Tên bài hát               | Ca sĩ trình bày | Ghi chú       |
| ------------------------- | --------------- | ------------- |
| Điệp biến 蝶變            | Xa Thi Mạn      | Nhạc mở đầu   |
| Tình yêu bị cấm đoán 禁戀 | Xa Thi Mạn      | Nhạc kết phim |

## Giải thưởng
| Năm  | Lễ trao giải                                       | Tên hạng mục                                                              | Tên người được đề cử                          | Kết quả   |
| ---- | -------------------------------------------------- | ------------------------------------------------------------------------- | --------------------------------------------- | --------- |
| 2006 | Giải Thường niên TVB                               | Nữ diễn viên chính xuất sắc nhất                                          | Xa Thi Mạn                                    | Đoạt giải |
| 2006 | Giải Thường niên TVB                               | Nữ nhân vật được yêu thích nhất                                           | Xa Thi Mạn                                    | Đoạt giải |
| 2006 | Giải Thường niên TVB                               | Phim hay nhất                                                             | Phim hay nhất                                 | Đề cử     |
| 2006 | Giải Thường niên TVB                               | Nam diễn viên chính xuất sắc nhất                                         | Mã Đức Chung                                  | Đề cử     |
| 2006 | Giải Thường niên TVB                               | Nam nhân vật được yêu thích nhất                                          | Mã Đức Chung                                  | Đề cử     |
| 2006 | Giải Thường niên TVB                               | Nam diễn viên phụ xuất sắc nhất                                           | Trần Kiện Phong                               | Đề cử     |
| 2006 | Giải Thường niên TVB                               | Nữ diễn viên phụ xuất sắc nhất                                            | Thương Thiên Nga                              | Đề cử     |
| 2006 | Giải Thường niên TVB                               | Nam diễn viên có tiến bộ nhất                                             | Trần Kiện Phong                               | Đề cử     |
| 2006 | Giải Thường niên TVB                               | Clip quảng cáo hay nhất                                                   | Clip quảng cáo hay nhất                       | Đề cử     |
| 2006 | Giải thưởng nghệ sĩ thường niên 2006               | Nữ diễn viên xuất sắc nhất mảng truyền hình – Vàng                        | Xa Thi Mạn                                    | Đoạt giải |
| 2006 | Giải thưởng nghệ sĩ thường niên 2006               | Giải ca sĩ mới xuất sắc nhất – Đồng                                       | Xa Thi Mạn                                    | Đoạt giải |
| 2006 | Giải thưởng phim truyền hình chính kịch Trung Quốc | Nữ diễn viên phim truyền hình chính kịch nổi tiếng nhất khu vực Hồng Kông | Xa Thi Mạn                                    | Đoạt giải |
| 2007 | Giải thưởng Tạp chí Next                           | Top 10 chương trình truyền hình hàng đầu (#6)                             | Top 10 chương trình truyền hình hàng đầu (#6) | Đoạt giải |
| 2007 | Giải thưởng Tạp chí Next                           | Top 10 nghệ sĩ truyền hình hàng đầu (#1)                                  | Xa Thi Mạn                                    | Đoạt giải |
| 2008 | Giải thưởng phim truyền hình Astro Wah Lai Toi     | Nam diễn viên TVB được yêu thích nhất                                     | Mã Đức Chung                                  | Đề cử     |
| 2008 | Giải thưởng phim truyền hình Astro Wah Lai Toi     | Nhân vật phim truyền hình TVB được yêu thích nhất                         | Mã Đức Chung                                  | Đoạt giải |
| 2008 | Giải thưởng TVS Golden thường niên                 | Nữ diễn viên truyền hình HK-Đài Loan được yêu thích nhất                  | Xa Thi Mạn                                    | Đoạt giải |

## Đánh giá
| Tuần | Tuần                             | Tập phim | Điểm trung bình (Rating) | Điểm cao nhất (Rating) | Nguồn |
| ---- | -------------------------------- | -------- | ------------------------ | ---------------------- | ----- |
| 1    | 28 tháng 8 - 1 tháng 9 năm 2006  | 1 — 5    | 32                       | 35                     | [ 1 ] |
| 2    | 4 tháng 9 - 8 tháng 9 năm 2006   | 6 — 10   | 34                       | 37                     | [ 2 ] |
| 3    | 11 tháng 9 - 15 tháng 9 năm 2006 | 11 — 15  | 34                       | 37                     | [ 3 ] |
| 4    | 18 tháng 9 - 22 tháng 9 năm 2006 | 16 — 20  | 32                       | 35                     | [ 4 ] |
| 5    | 25 tháng 9 - 29 tháng 9 năm 2006 | 21 — 25  | 30                       | -                      | [ 5 ] |
| 6    | 2 tháng 10 - 6 tháng 10 năm 2006 | 26 — 30  | 29                       | -                      | [ 6 ] |